# Boucheron
Cet article concerne le joaillier parisien. Pour le ruisseau de Dordogne, voir Boucheron (ruisseau). Pour les autres homonymes, voir Boucheron (homonymie).
Boucheron est un joaillier français installé place Vendôme à Paris depuis plus d'un siècle. Il appartient aujourd'hui au groupe Kering.
Créée en 1858, Boucheron fut la première Maison de joaillerie à ouvrir sa boutique sur la place Vendôme, en 1893. Le choix sur la place n'a pas été laissé au hasard, il est le plus au nord de la place Vendôme bénéficiant d'une exposition au soleil maximum comparé aux autres boutiques sur cette même place, ce qui permet une meilleure observation des pierres,. Hélène Poulit-Duquesne est PDG de Boucheron depuis 2015, et Claire Choisne directrice artistique depuis 2011.

## Histoire

### Débuts et expansion

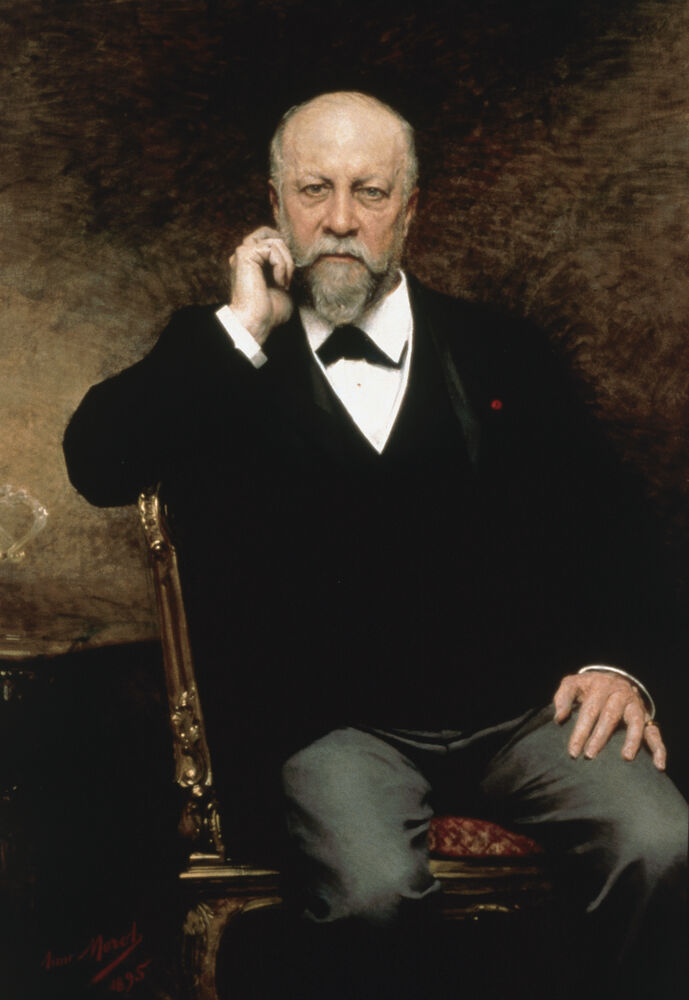
Frédéric Boucheron.

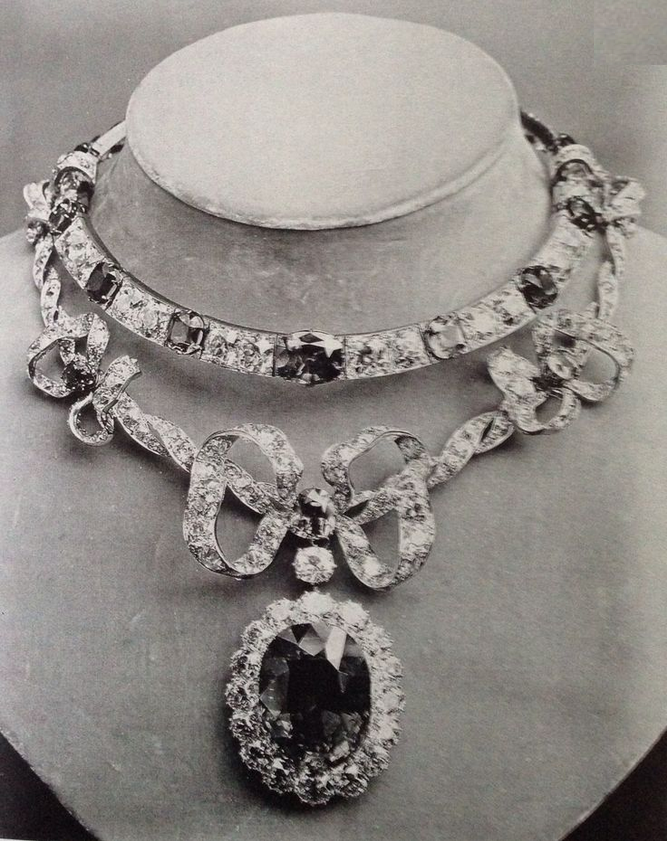
Collier Feuillage pour Mme Mackay.

Frédéric Boucheron ouvre sa première boutique en 1858 dans la galerie de Valois, au Palais-Royal. Quelques années plus tard, il ouvre un atelier. En 1865, il s'adjoint son neveu Louis Georges Radius (1841-1931), qui restera dans la maison jusqu'en 1919.
La maison Boucheron remporte une médaille d'or à l'exposition universelle de Paris en 1867, puis un grand prix à celle de 1878 où il expose le collier baptisé Feuillage, composé de diamants et de saphirs dont un en pendentif de 159 carats, commandé par sa cliente américaine Marie-Louise Mackay (1843-1928), épouse de l'industriel John William Mackay.
À l'exposition universelle de 1889, il présente des diamants gravés et des colliers dits « point d'interrogation » qui ont un grand succès.
En 1893, Frédéric Boucheron s’installe au 26, place Vendôme dans la résidence de la Comtesse de Castiglione. Puis il ouvre une boutique à Moscou la même année et en 1911 confie à Tillanders la gestion de son stock. Celui-ci s'installe à Saint-Pétersbourg jusqu'en 1917.
En 1900, Frédéric Boucheron remporte une médaille d'or et un grand prix à l'exposition universelle de Paris.
En 1903, c'est l'ouverture d'un magasin à Londres et d'un bureau à New York.
Il recrute entre autres orfèvres, Joé Descomps-Cormier.
Son fils Louis succède à Frédéric Boucheron à sa mort en 1902. Louis Boucheron parraine en 1934 l'installation du jeune joaillier Pierre Sterlé qui conçoit déjà pour lui des bijoux. L'entreprise est reprise par les petits-fils, Fred et Gérard en 1959 puis Alain Boucheron en 1971. Boucheron s'implante également au Japon dans les années 1970.

### Développements contemporains

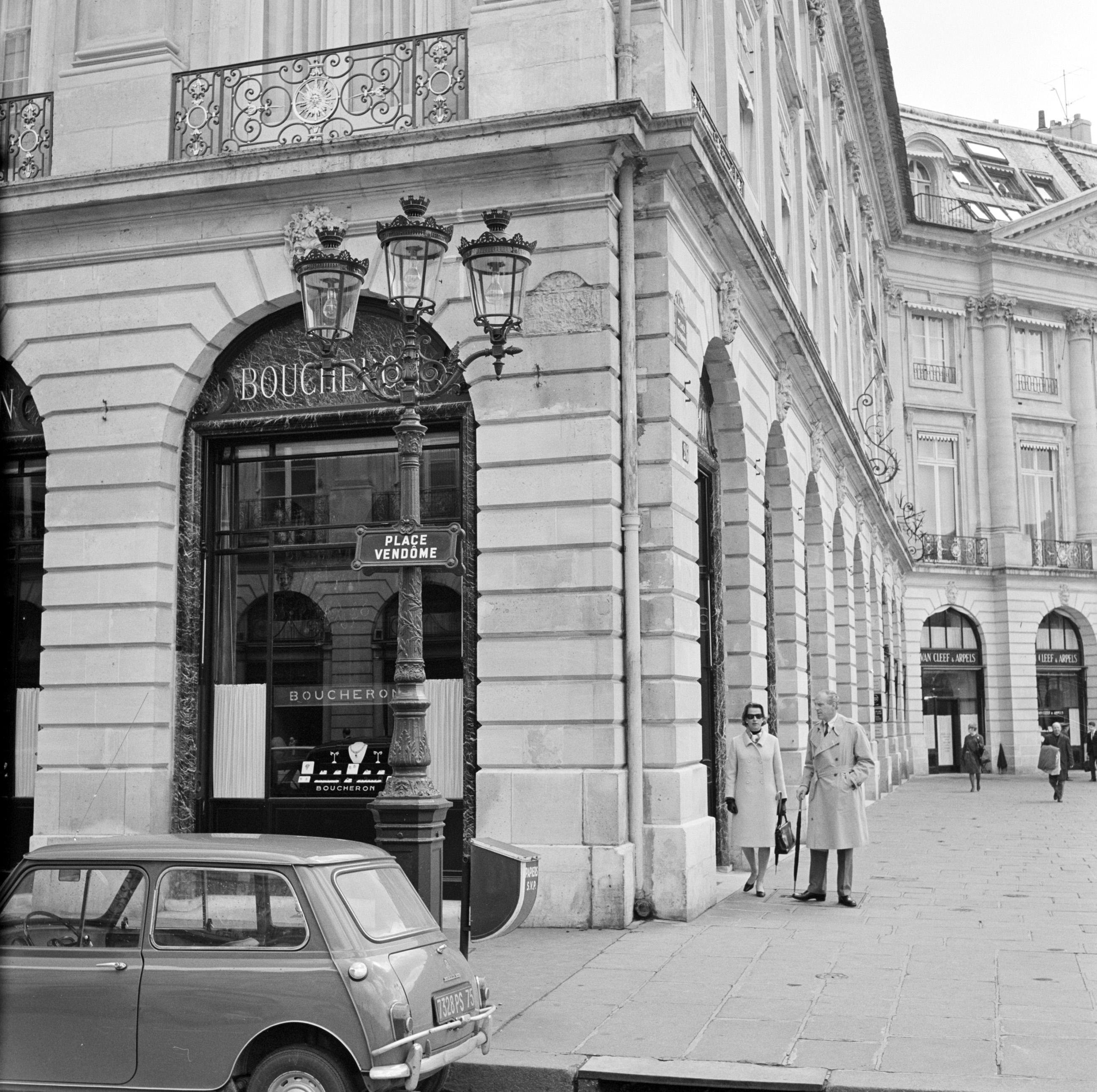
La boutique de la place Vendôme, à Paris, en 1965.

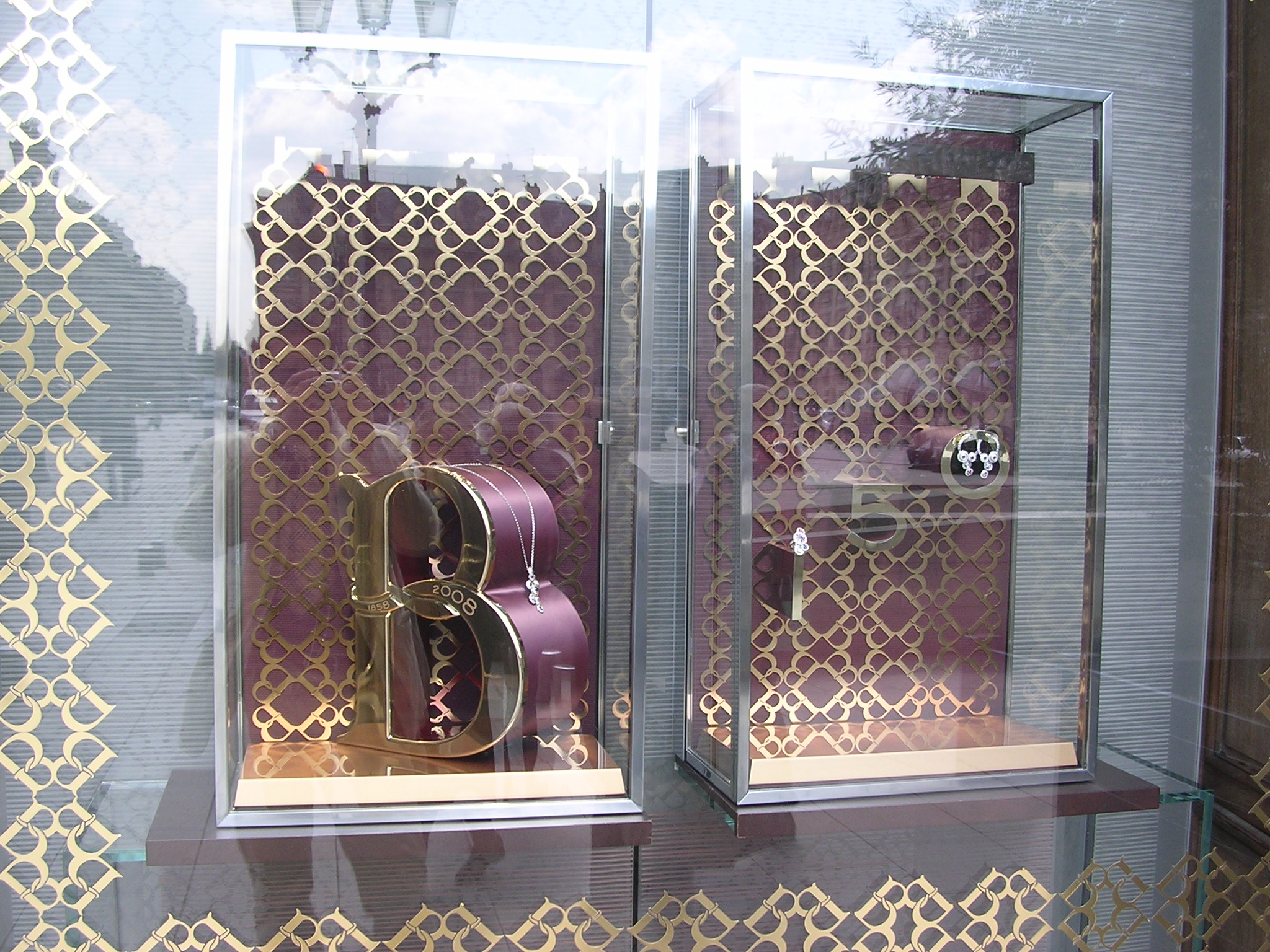
Vitrine du magasin de la place Vendôme.

En 1994, la société familiale est vendue à la société Schweizerhall. En 2000, elle est reprise par le groupe Gucci lui , lui-même racheté par le groupe Kering en 1999.
En 2001, Tom Ford recrute Solange Azagury-Partridge (en) comme directrice de création : ses pièces sont exposées en 2004 au musée des Arts décoratifs de Paris, et font aujourd'hui partie du fonds.
En 2005, la société ouvre sa première boutique à Shanghai ainsi qu’à Dubaï, puis à Hong Kong et à Kuala Lumpur.
La maison a travaillé en collaboration avec le designer Alexander McQueen pour créer une version Haute Joaillerie de son sac emblématique Novak, en utilisant le motif fétiche du serpent Boucheron comme fermoir. Le maître horloger Girard-Perregaux est partenaire dans la fabrication de montres depuis 2007. Les montres Boucheron sont donc dotées d’un mouvement de manufacture suisse.
Les collections Boucheron en joaillerie mettent en relief le travail joaillier sur la matière : plissés ou facettés, polis ou satinés, ors et pierres précieuses qui vont du rouge des rubis au vert acidulé des péridots,.
En 2011, Claire Choisne devient la directrice artistique sous la présidence de Pierre Bouissou.
En juillet 2015, l'ancienne directrice International Business and Client Development de Cartier International Hélène Poulit-Duquesne est nommée présidente directrice générale.
En 2017, 55 boutiques Boucheron existent dans le monde. Claire Choisne révèle « Hiver impérial »[Quoi ?] à la chapelle Laennec.
Le 9 février 2018, Laetitia Casta est nommée ambassadrice de la maison Boucheron.

## Lignes de parfums
En 2010, Boucheron signe un contrat de licence mondial exclusif avec Interparfums.
- Boucheron Femme (1988)
- Boucheron pour Homme (1989)
- Jaïpur Homme (1998)
- Jaïpur Bracelet (2012)
- Boucheron Place Vendôme (2013)
- Quatre (2015)
- La Collection Boucheron (2017)
- Quatre Absolu de Nuit (2017)

## Clients notables

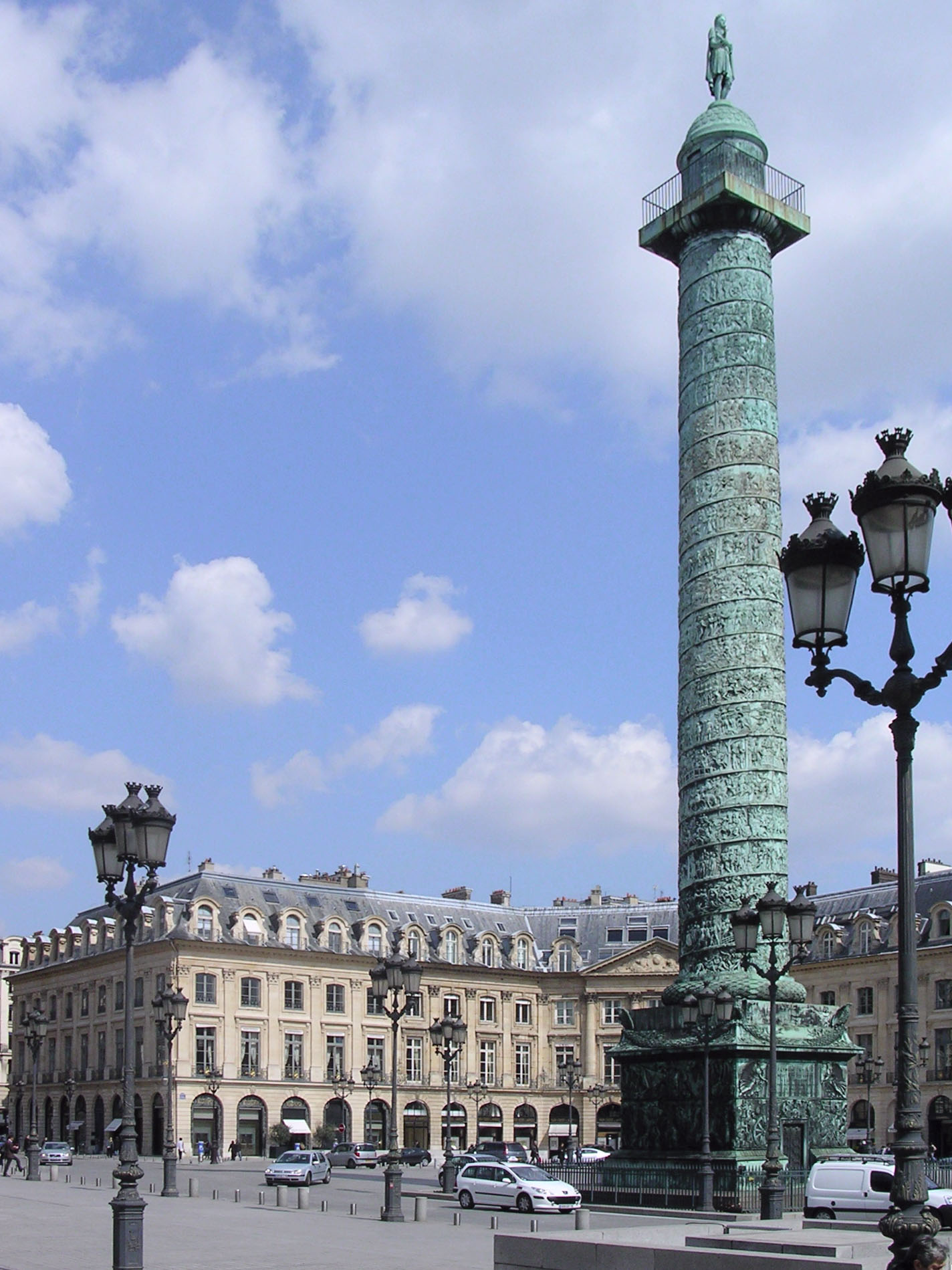
Vue de la colonne Vendôme.

- La comtesse Virginia de Castiglione
- Le comte Felix Felixovitch Soumarokov-Elston (1878)
- L'empereur Alexandre III
- Lady Margaret Greville (en), qui commanda une tiare en diamants en 1921, offerte ensuite à la couronne d'Angleterre en 1942
- Bhupinder Singh, maharadjah de Patiala (1928)[24]
- Reza Shah
- Farida d'Égypte
- La reine Élisabeth II (indirectement)
- Rania al-Yassin, reine de Jordanie
- Édith Piaf[4],[9] dont la montre Reflet est le porte bonheur[25]

## Expositions
- 2012 : « L’Artisan du Rêve[26] »
- 2013 : « Hôtel de la Lumière[27] »
- 2014 : « Rêves d'ailleurs[28] »
- 2015 : « Bleu de Jodhpur[18] »
- 2017 : « Hiver Impérial[21],[22] »
- 2018 : « Vendôrama[10],[29] »

## Dans les arts
Dans le roman Le Côté de Guermantes — troisième volume du cycle romanesque À la recherche du temps perdu, de Marcel Proust —, un collier de chez Boucheron est au centre de l'intrigue amoureuse qui lie Saint-Loup et Rachel.

## Gouvernance

### Direction générale
- 2011-2015 : Pierre Bouissou[30]

- Depuis 2015 : Hélène Poulit-Duquesne[19]

### Direction artistique
- 2001-2004 : Solange Azagury-Partridge[14]
- Depuis 2011 : Claire Choisne[8]